# M4 (fucile d'assalto)
L'M4 (conosciuto anche come Colt M4 dall'azienda statunitense che lo produce, la Colt's Manufacturing Company) è un fucile d'assalto prodotto negli USA a partire dal 1994. Disponibile anche in configurazione carabina, è una versione migliorata dell'M16A2.

## Storia
L'arma venne presentata al pubblico alla fiera delle armi militari di Abu Dhabi nel 1994, come modifica delle versioni dell'M16A2. Allo sviluppo dell'M4 ha contribuito grandemente l'esperienza delle United States Army Special Forces, desiderose di avere con sé un'arma più leggera e maneggevole degli M16A1 ed A2 standard. Dal 1994 è divenuto fucile d'ordinanza dello United States Army; negli anni 2000 la versione A1 è stata adottata come arma standard nelle file delle forze speciali statunitensi, quali i Navy SEALs, la Delta Force e i Marine.
Ha quasi completamente rimpiazzato l'M16A4 nelle forze armate statunitensi. Ad esempio la United States Air Force ha dotato gli operatori delle Security Forces di M4, mentre gli avieri usano ancora l'M16A2.
Nell’aprile 2022, lo U.S. Army ha individuato il SIG MCX SPEAR come vincitore del Next Generation Squad Weapon Program per sostituire l’M16/M4. La designazione ufficiale militare di tale prodotto commerciale è XM5.

## Caratteristiche
Il peso dell'M4 è poco superiore alla metà di un M16A2 risultando quindi più leggero e maneggevole, di contro la canna più corta (lunga solo 14,5 pollici) rispetto all'M16 ne diminuisce le capacità balistiche, specialmente sulla gittata.
L'arma e le sue varianti sono disponibili come fucili d'assalto in configurazione carabina camerate per la cartuccia 5,56 × 45 mm NATO (o il suo "equivalente" .223 Remington). Hanno un meccanismo a sottrazione di gas a presa diretta, alimentati tramite caricatore esterno amovibile dotate di selettore di fuoco e calcio telescopico multiposizione o fisso (modello A2).
I primi modelli di M4 avevano un calcio telescopico con poggiaspalla piatto, ma i modelli più recenti sono dotati di un calcio telescopico migliorato leggermente più grande e con poggiaspalla curvo L'M4 è simile a modelli compatti di M16 precedenti, come l'XM-177.

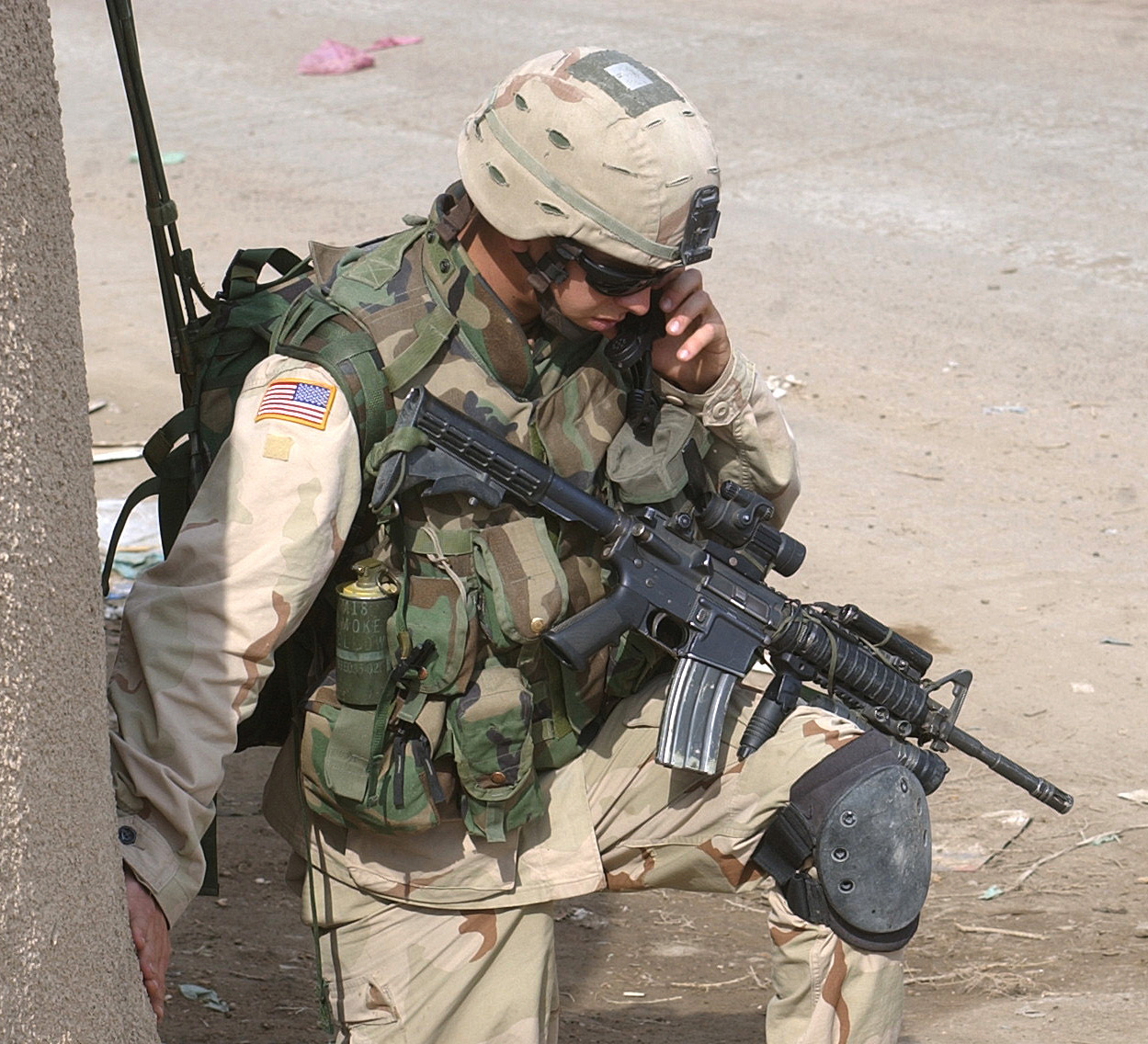
L'M4 con il nuovo calcio telescopico

Il fucile è dotato di un selettore di fuoco che nella versione iniziale aveva le opzioni sicura / semiautomatico / raffica 3 colpi, mentre dalla versione M4A1 e SOPMOD è stato rimpiazzato con quello dell'M16A1 (sicura / semiautomatico / automatico). È la diretta evoluzione della carabina XM177E2 calibro 5,56 mm utilizzato dai militari americani in Vietnam.
Viene caricato con cartucce M855 (SS109) da 5,56 × 45 mm, sia FMJ che JHP; i suoi caricatori sono da 30 colpi. È stato riscontrato un surriscaldamento della canna se l'arma viene usata a lungo in modalità raffica, con alcuni casi di fessurazione longitudinale della canna o addirittura di scoppio della stessa. Supporta inoltre diversi accessori, in particolar modo grazie al sistema RIS, come ad esempio il lanciagranate M203 e Red dot.

## Varianti

### M4A1
Utilizzata soprattutto dalle forze speciali statunitensi, dotata di pieno fuoco automatico e di canna più pesante (per prevenirne il surriscaldamento). Si caratterizza per un castello con maniglione di trasporto amovibile, sotto al quale, grazie ad una slitta modello "Picatinny" è possibile ancorare qualsiasi accessorio come visori notturni, torce elettriche, mirino laser e vari accessori (come l'innesto sottocanna per montare lanciagranate).

### M4 MWS (Modular Weapon System)
|  |

Le forze armate americane testarono le RAS (Rail Adapter System, sistema adattatore a rotaia) costruite dalla Knight's Armament Corporation per gli M4, equipaggiandole sulle carabine Colt Model 925, dando a queste armi la designazione M4E2; tuttavia il nome fu depennato poiché si decise di montare il RAS su carabine già in servizio, senza cambiare la designazione; secondo il manuale da campo dell'Esercito degli Stati Uniti, per lo US Army è sufficiente montare il RAS per trasformare un normale M4 in M4 MWS.
L'MWS (Modular Weapon System) può agganciare al corpo del fucile vari accessori: lanciagranate M203, impugnatura anteriore RIS, puntatore laser AN/PEQ-4, mirino reflex M68 CCO, ottica per visione notturna AN/PVS-4 e gruppo di montaggio per mirino posteriore e maniglia rimovibile superiore per il trasporto del fucile.

### M4 SOPMOD Block I
|  |

Il SOCOM (Comando per le Operazioni Speciali degli Stati Uniti) ha sviluppato il kit SOPMOD (Special Operations Peculiar Modification) Block I per le carabine usate dalle unità sotto la sua giurisdizione. Il kit è modulare, cioè configurabile per ogni missione, ed ancora in servizio presso le unità chiamate a svolgere operazioni speciali. Il set completo comprende un fucile M4A1, una borsa per trasportare gli accessori, 2 impugnature, 8 mirini di vario genere, 5 ottiche tra notturne e diurne, 1 tracolla, 1 lanciagranate, il supporto per montare il lanciagranate, 1 torcia tattica, 1 silenziatore. Parte degli accessori è divisa in 4 pezzi assemblabili, altri in 2 pezzi, e altri ancora sono 1 corpo unico.
L'elenco completo iniziale era:
- Impugnatura Rail Interface System prodotta dalla KAC (Knight's Armament Company)
- Impugnatura verticale (KAC)
- Mirino metallico
- Advanced Combat Optical Gunsight TA01NSN 4x32mm prodotto dalla Trijicon
- Mirino ottico "ECOS-N" (una variante dell'Aimpoint CompM2)
- Tracolla da combattimento
- Mirino con visore notturno AN/PVS-14
- Mirino laser/luce infrarossa AN/PEQ-2 prodotto dalla Insight Technology
- Torcia Visible Bright Light II (Insight Technology)
- Mirino red dot RX01M4A1 della Trijicon
- Silenziatore (KAC)
- Supporto per lanciagranate M203 (KAC)
- Mirino per lanciagranate
- M203 con canna ridotta da 9 pollici
- Laser visibile AN/PEQ-5 (IT)
- Mirino con visore notturno AN/PVS-17A
- Mirino con visore notturno AN/PSQ-18A per l'M203
- Borsa per trasportare gli accessori

Col tempo gli accessori sono stati sostituiti o tolti dalla dotazione, e altri sono stati aggiunti:
- Impugnatura RIS II e RIS II FSP per M4A1 della Daniel Defense, guardamano lunghe che usano un blocco a gas, prive senza mirino anteriore
- Torcia tattica M3X (SU-233/PVS della Insight Technology)
- Torcia tattica M6X (SU-238/PVS della Insight Technology)
- Mirino olografico per arma EOTech 553 (SU-231/PVS)
- Ottica TA01 ECOS 4x tipo ACOG (Advanced Combat Optical Gunsight) della Trijicon (SU-237/PVS)
- Kit di miglioramento AN/PVS-17
- BUIS II

### M4 SOPMOD Block II
Questo kit comprende parte degli accessori del Block I, aggiungendo anche:
- mirino LA-5/PEQ della Insight Technology
- mirino termico CNVD-T della Insight Technology (SU-232/PAS)
- Ottica Elcan SpecterDR 1-4x della Raytheon Company Scope (SU-230/PVS)
- Visore notturno AN/PVS-24
- WSC (Weapon Shot Counter, contatore di colpi sparati dall'arma)

### XM 26 LSS
|  |

LSS sta per Lightweight Shotgun System, sistema leggero con Shotgun (Fucile a canna liscia); le forze armate statunitensi lo hanno denominato M26 MASS (Modular Accessory Shotgun System, sistema modulare con Shotgun accessorio); è un accessorio fatto da una canna, una impugnatura e lo spazio per inserire un caricatore; spara proiettili calibro 12 come quelli dei fucili a pompa, consentendo di avere a disposizione una notevole potenza di fuoco a corto raggio; viene usato per manovre quali distruggere cerniere e maniglie di porte, prima di sfondarle; il vantaggio è portare un'arma in meno, nello specifico un altro accessorio invece che un'arma a parte. È stato largamente impiegato in Afghanistan. fu sviluppato nel Soldier Battle Lab dello US Army alla fine degli anni 90, sviluppato dalla C-More Systems e costruito dalla Vertu Corporation. Eventualmente l'utente può utilizzarlo anche come arma stand alone, grazie agli accessori forniti (impugnatura, calcio e tracolla).

### M4 Mk 18 CQBR
Una versione dotata di una canna ancor più corta. Il CQBR (Close Quarter Battle Receiver, ricevitore da combattimento per spazi chiusi) consiste in una canna da 10.3 pollici (262 mm), simile a quelle montate sui vecchi Colt Commando (variante del vecchio M16/AR-15). L'arma è molto apprezzata da guardie del corpo degli alti ufficiali e unità speciali come gli assaltatori che attaccano navi o altri spazi ristretti, o da chi vuole un'arma piccola come una pistola mitragliatrice ma munizionata per proiettili intermedi 5.56x45 mm; il CQBR era una delle modifiche previste dal SOPMOD Block I, ma ha finito per diventare un'arma a sé stante come Mk 18 Mod 0; un tempo era disponibile solo per le forze speciali della Marina degli Stati Uniti (e per estensione le altre unità dipendenti dal Comando Operazioni Speciali), poi si diffuse presso altre squadre come gli artificieri della Marina, le squadre d'assalto della Guardia costiera, gli agenti dell'NCIS dislocati in zone di combattimento, altre unità della Marina e i operatori dell'USMC Force Reconnaissance. Come arma stand alone ha poi ricevuto accessori per la sua particolare funzione: calci, mirini, guardamano, canne e ricevitori superiori e inferiori. Nonostante sia pensato per il proiettile standard 5,56 × 45 mm NATO da 62 grani, la canna più corta ha spinto gli utilizzatori a preferire spesso le più pesanti munizioni Mk 262 da 77 grani.
|  |

## Accessori
- Lanciagranate M203
- Lanciagranate M320
- Advanced Combat Optical Gunsight
- Mirino laser
- ITL MARS

## Differenze con l'M16

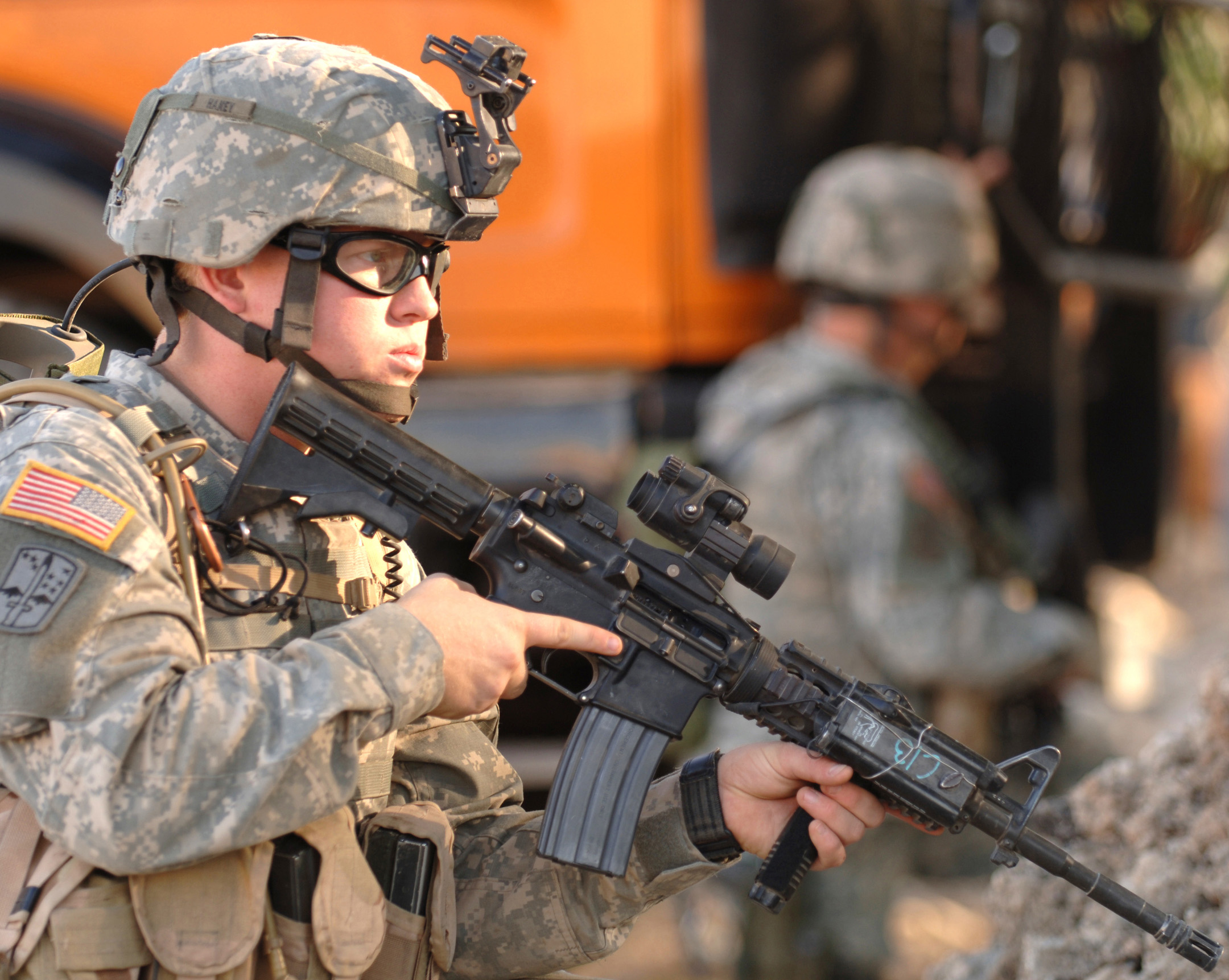
M4 con M68 Close Combat Optic e AN/PAQ-4

Principali caratteristiche sono la canna corta e calcio telescopico, lo stesso dell'M16A2 serie 700 e 900, sempre su meccanica Stoner. La lunghezza della canna è stata ridotta dai 20" standard a 14,5" e profilata in maniera da poter montare il lanciagranate M203. La lunghezza della canna è stata scelta in base ad un compromesso ritenuto ottimale tra perdita di velocità iniziale del proiettile (che determina l'energia cinetica e quindi anche gittata e letalità) e la capacità di riarmo con munizioni standard, le M855. La gittata massima con munizione standard raggiunge i 3.000m di distanza (contro i 3.500 dell'M16), con un tiro utile di 400 metri (mentre per un M16A2 è di 600 metri).

## Utilizzatori
In passato usato solo da truppe speciali, ora è diffuso ampiamente in tutto il mondo. L'US Army infatti ha proceduto, per i reparti regolari di fanteria combattente, alla sostituzione delle armi tipo M16A2 con la M4. Negli USA è inoltre l'arma principale di reparti tipo SWAT o presso le unità dell'FBI.
In Italia è usata dai reparti specializzati come:
- Gruppo Intervento Speciale - Arma dei Carabinieri
- 1 rgt. Carabinieri Paracadutisti "Tuscania" - Arma dei Carabinieri
- 9º Reggimento d'assalto paracadutisti "Col Moschin" - Esercito Italiano
- 185º Reggimento Ricognizione Acquisizione Obiettivi "Folgore" R.A.O. - Esercito Italiano
- 4º Reggimento alpini paracadutisti "Monte Cervino" (Rangers) - Esercito Italiano
- 26º Reparto Elicotteri per Operazioni Speciali "REOS" - Esercito Italiano
- Comando Subacquei ed Incursori (Com.Sub.In.) - Marina Militare Italiana
- Team Recon San Marco (Reggimento "San Marco") - Marina Militare Italiana
- 17º Stormo Incursori - Aeronautica Militare
- Nucleo operativo centrale di sicurezza - Polizia di stato